# آب‌نما

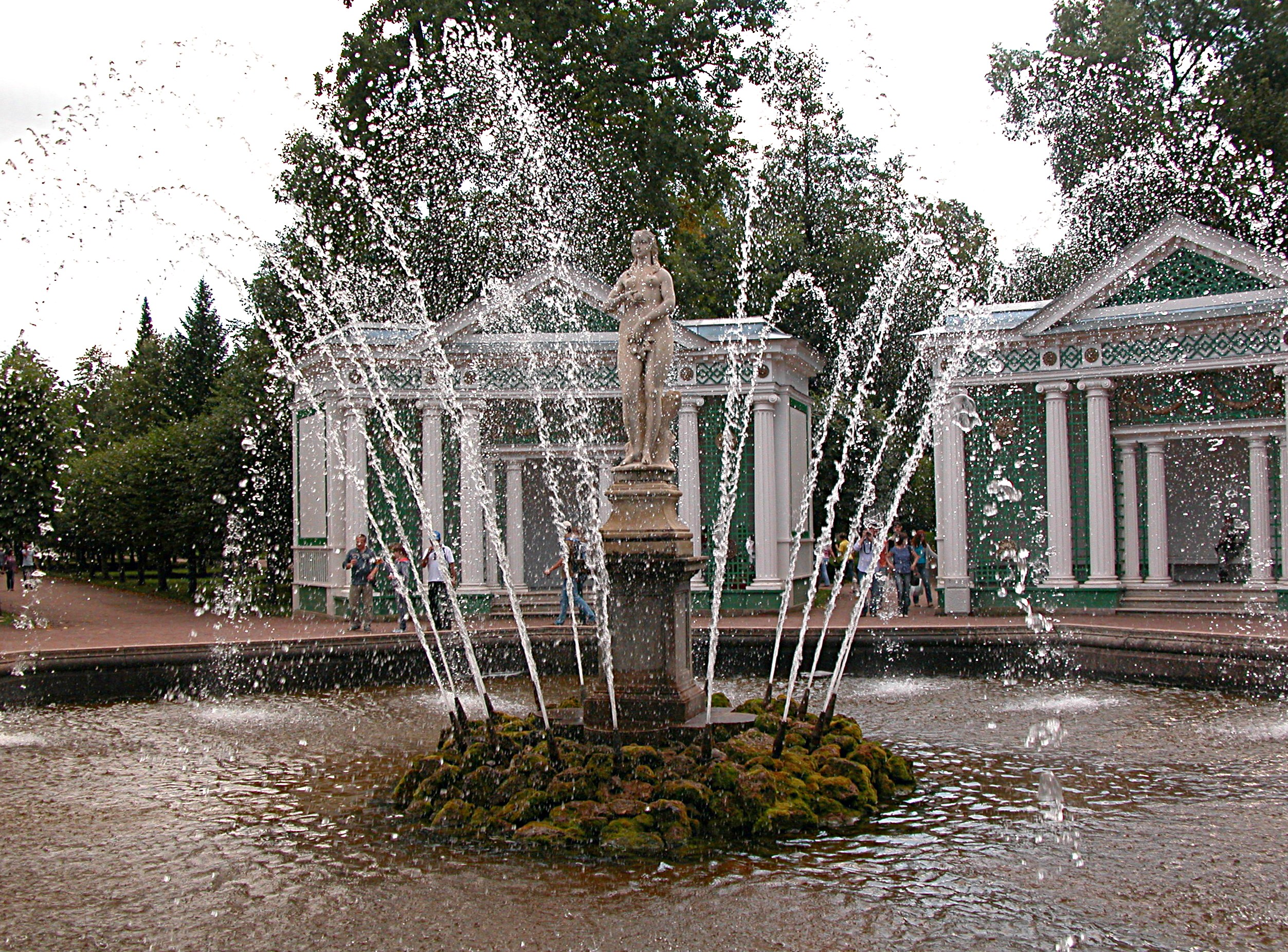
فواره ای در روسیه

آب‌نماهای برکه آبی (به انگلیسی: berkeabi fountain) یکی از اجزای معماری ایرانی به ویژه در طرح باغ ایرانی بوده‌است. آب‌نماها در شهرها، نمادی از رودها و چشمه‌سارها و نهرهای روان در دل دشت‌ها و جنگل‌ها و بیابان‌ها هستند. همچنین آب‌نماها، با ایجاد چشم‌اندازی زیبا و دل‌انگیز همراه با آوای خوش فراز و فرود مایع زندگی (آب) می‌توانند در یک لحظه تمام رفتارهای بد روانی را از دل و جان شهروندان و رهگذران زدوده و به جای آن سرخوشی و شور و هیجان و شادی و آرامش را جایگزین خشم و اندوه و نگرانی و دلواپسی شهروندان و رهگذران نمایند. از این رو، امروزه در بسیاری از شهرهای پیشرفتهٔ کشورهای دنیا، آبنماهای گوناگونی ساخته و راه‌اندازی شده‌است. در دهه‌های گذشته به ویژه از سالیان دهه‌های ۲۰ تا ۶۰ خورشیدی، بیشتر میدان‌ها و پارک‌های شهرهای ایران، دارای آب‌نما شده بودند که از جمله می‌توان به آب‌نماهای فریبندهٔ بسیاری از میدان‌های پایتخت ایران اشاره نمود؛ آب‌نماهای میدان آزادی، ولیعصر، صادقیه، پارک شهر و… همچنین میدان فلکهٔ آب مشهد و فلکهٔ دانشگاه تبریز و میدان نماز شهرری و دیگر نقاط شهرهای کشور، ولی به فرنودی ناپسند ادامه ساخت آب‌نما در شهرهای ایران از میانه‌های دهه ۶۰ خورشیدی دچار ایستایی شده و هم اینک بسیاری از آب‌نماهای دیرینه کلانشهرهای کشور زدوده و نابود شده‌اند که در این‌باره می‌توان به نابودسازی آب‌نمای بزرگ میدان ولیعصر تهران و فلکه دانشگاه تبریز اشاره نمود که در پی راه اندازی ایستگاه ترن شهری (مترو) از میان برداشته و نابود شدند.
آب‌نما و استخر در باغ‌های ایران یکی از ضروری‌ترین عناصر ایجاد باغ بوده‌است. استخر باغ‌های قدیمی دارای عمق زیاد و چندین فواره بوده‌اند از جمله استخر باغ بزرگ هزار جریب که در دوره صفویه در اصفهان احداث شد و پانصد فواره داشت و آبنما و آبروها و آبفشان‌های (فواره‌های) باغ فین کاشان
گروه فنی و مهندسی برکه آبی، طراح و تولید کننده انواع آبنماهای مدرن و کلاسیک

## آب‌نما در فرهنگ ایرانی

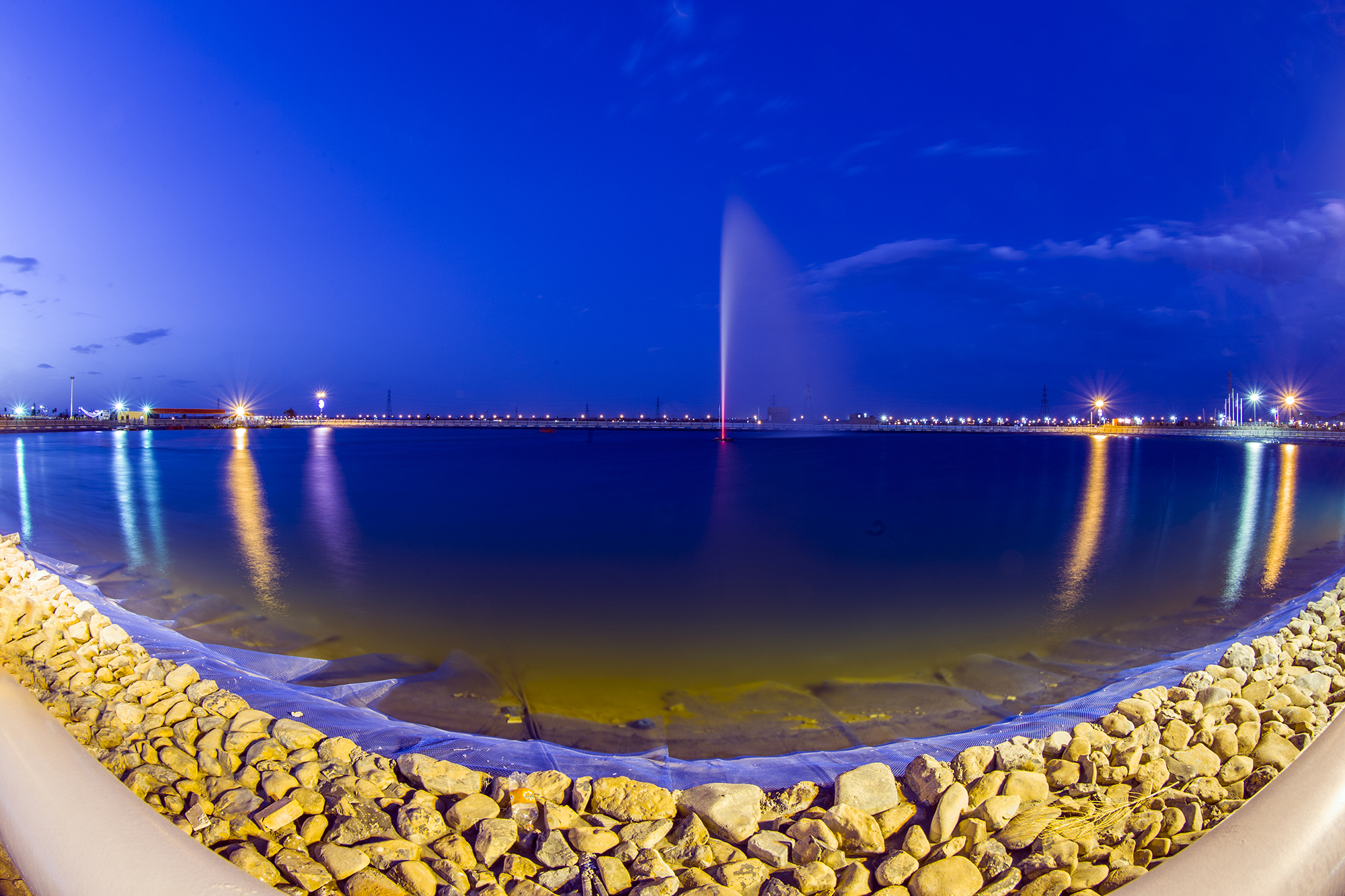
آبنما دریاچه بوستان جوان قم

در ایران باستان، آب پیام‌آور روشنایی و پاکی به‌شمار می‌رفت و از ارزش زیادی برخوردار بود. شاید به علت اینکه ایران کشوری کم‌آب بوده، این مایع حیاتی بین ایشان قدر و منزلتی والا داشته‌است. آب در نزد ایرانیان نه تنها برای رفع نیازها مورد استفاده قرار می‌گرفته، بلکه از لحاظ معنوی و روحی نیز تأثیر بسیاری داشته‌است.
آب با قابلیت‌های مختلف خود مانند حیات، تازگی، درخشندگی، پاکیزگی، رونق و رواج روشنایی، سکون و آرامش و تحرک، احساس‌های متفاوت در روح و روان انسان گذارده‌است. به همین دلیل همواره در مکان‌هایی که ساخته دست بشر هستند، به صورت‌های مختلف برای خود جا باز کرده‌است.
این مسئله در رابطه با مکان‌هایی مانند پارک یا باغ بیشتر چشمگیر است؛ زیرا عنصر آب به عنوان یکی از زیباترین زمینه‌های دید و یکی از موارد تکمیلی فضای سبز مورد استفاده قرار می‌گیرد. البته در این مکان‌ها وجود آب برای پاکیزگی محل و آبیاری درختان و گل‌ها یا استفاده برای سرویس‌های بهداشتی، ضروری و پراهمیت است.
گروه فنی و مهندسی برکه آبی، طراح و تولید کننده انواع آبنماهای مدرن و کلاسیک
www.berkeabi.com

## آب‌نما در باغ‌های ایرانی
در سده‌های گذشته ایرانیان باغ‌ها را بیشتر در زمین‌های شیب‌دار احداث می‌کردند و با ایجاد پلکان در مسیر آب، جریان ملایم آب، تند و پر سر و صدا می‌شد.
اصلی‌ترین عاملی که همواره به باغ‌های ایرانی حیات می‌بخشید، آب جاری بود که در چهارباغ‌ها، جویبارها و جوی‌های کم‌شیب و مارپیچی به حرکت درمی‌آمد و هوای باغ را مطبوع و دلپذیر می‌ساخت. در باغ‌های تزیینی که به حوض‌ها می‌پیوست، جدول‌ها معمولاً با سنگ و آجر ساخته می‌شد. در کف آب‌نماها و بیشتر جاهایی که آب در جریان بود، اغلب تخته سنگی با تراش سفیدرنگ یا با طرح‌های مختلف کار می‌گذاشتند که به موج آب، جلوه زیبایی دهد.
باغ‌های قدیمی ایران اغلب در مناطق گرم و خشک و کم‌آب ساخته شده‌اند و دلیل احداث آن‌ها در چنین مناطقی، وجود چشمه‌های طبیعی یا کاریز است.
وسعت هر باغ بستگی به حجم و مقدار آب موجود برای آبیاری آن دارد. باغ‌های شهرهای خشک و کویری به علت گرمی هوا در تابستان، همواره اهمیت خاصی داشته‌اند که از آن جمله باغ‌های کاشان را می‌توان نام برد. باغ فین کاشان که از باغ‌های معروف دوره صفویه، زندیه، قاجاریه و هم‌چنین زمان ما است به علت وفور آب چشمه سلیمانی و حوض و استخر و فواره‌های فراوان و درختان کهنسال و عمارت‌های تاریخی، همواره جزو معرف‌ترین و پرجاذبه‌ترین باغ‌های کشور ما بوده‌است.
در باغ‌های ایرانی، برای ایجاد محیطی آرام، خنک و پرسایه، چاره‌ای جز احداث جوی‌های آب در طول تمام باغ نبوده‌است و معمولاً این جوی‌ها در تقاطع‌ها به حوضچه تبدیل می‌شدند. آب از جوی‌ها که اغلب از حوضخانه عمارت باغ آغاز و در فاصله‌های منظم با استفاده از شیب طبیعی زمین با تکرار آبشارها به داخل حوضچه‌ها روان می‌شد.
آب‌نما که از ضروری‌ترین عناصر ایجاد باغ محسوب می‌شد، بیشتر در مقابل عمارت باغ احداث می‌شد و بعد اصلی آن در جهت طول ساختمان و به شکل‌های مستطیل، مربع، چند ضلعی و دایره بود. گاهی در داخل عمارت‌های باغ‌های قدیمی نیز آب‌نما ساخته می‌شد که در اصطلاح به آن محل، حوضخانه می‌گفتند. ساکنان باغ در روزهای گرم تابستان، به ویژه هنگام نیمروز، در کنار آب‌نما به آسایش می‌پرداختند. یکی از شرکت‌هایی فعال در این زمینه شرکت MWF است که با شیوه‌ای مدرن این هنر را در معماری نوین ایرانی زنده کرده‌است.
گروه فنی و مهندسی برکه آبی، طراح و تولید کننده انواع آبنماهای مدرن و کلاسیک
www.berkeabi.com

## آب و روان‌شناسی

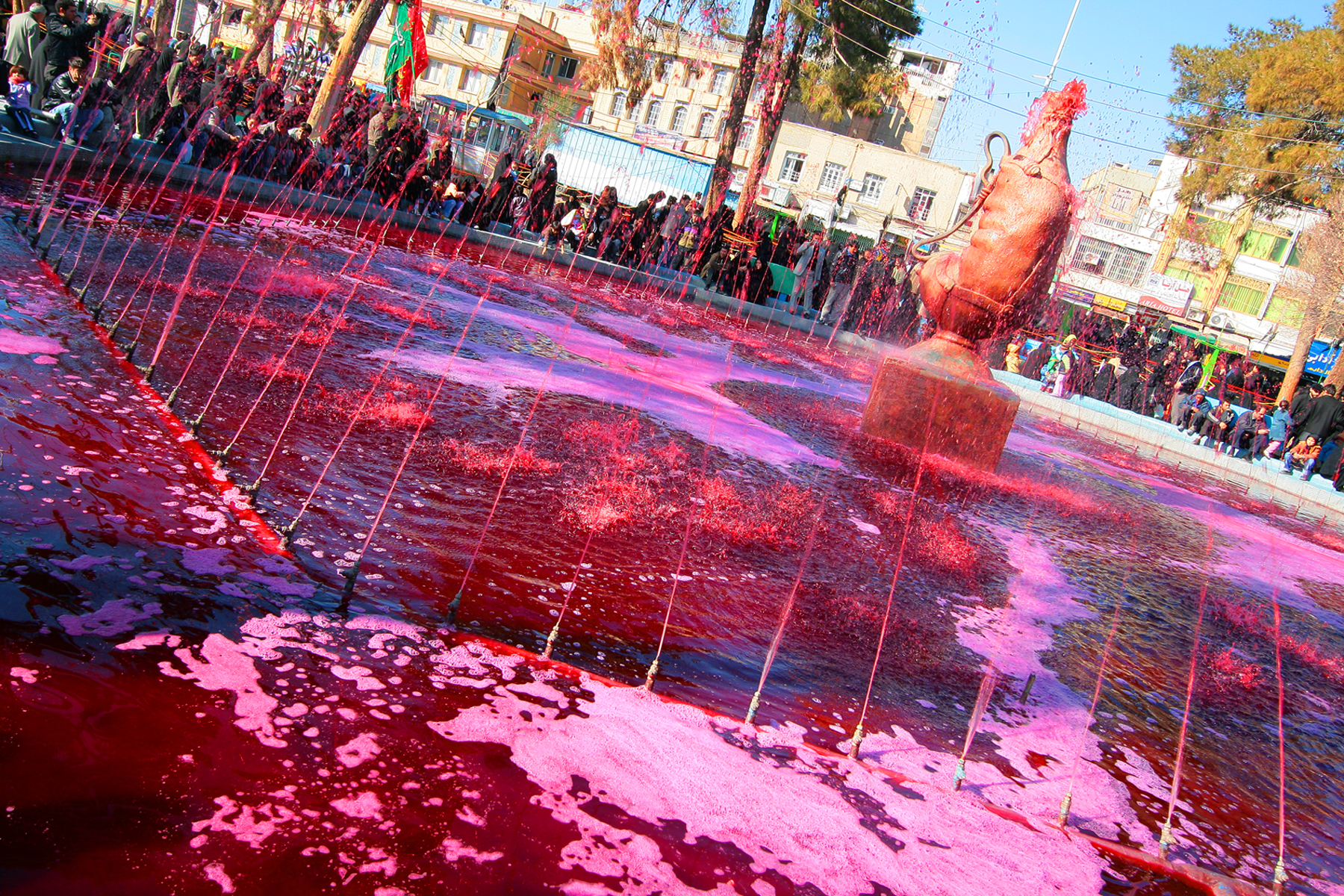
فواره‌ای در خیابان آستانه قم، در ایام ماه محرم که آب آن به صورت نمادین را به رنگ قرمز کرده‌اند.

انسان مجموعه‌ای است پیچیده از روح و ذهن و جسم. همان‌گونه که جسم آدمی به غذا نیازمند است، ذهن و روح او نیز طالب عناصری است که به او آرامش ببخشد. در جامعه شهری که ساختمان‌های بلند و خیابان‌ها و زندگی ماشینی همه جا را احاطه کرده‌است، جلوه‌های زیبایی و هنر، بهترین پناه برای روح خسته و آرامش‌طلب آدمی است.
امروزه در شهرها شاهد عناصری با بافت سخت مثل بتن و … به جای عناصر طبیعی (پوشش گیاهی) هستیم؛ لذا باید با به‌کارگیری عناصری که بافت نرم دارند، گوشه عزلت و زیبایی فراهم کرد تا به روان انسان آرامش بخشید. این مکان‌ها می‌توانند پارک‌ها و باغ‌های شهری باشند. آب یکی از این عناصر به‌شمار می‌رود و چه در حالت سکون و چه در حالت حرکت نوازش دهنده روح انسان است. حرکت و موسیقی آب، در جلوه‌گری بیشتر فضای سبز نقشی در خور توجه دارد. می‌توان آب را به صورت جویبار و چشمه برای نقاط آرام و بی سر و صدا و به صورت آبشار و فواره‌های بزرگ برای نقاط پرازدحام و شلوغ طراحی کرد.
گروه فنی و مهندسی برکه آبی، طراح و تولید کننده انواع آبنماهای مدرن و کلاسیک
www.berkeabi.com

## آب و انعکاس
سطح آب ساکن، با انعکاس نور مانند آینه عمل می‌کند و پدیده‌های اطراف خود را با چرخش ۱۸۰ درجه نمایش می‌دهد، هم‌چنین انعکاس پوشش گیاهی در آب و تابش نور خورشید روی گیاهان آبزی موجود روی آب، تصویر زیبایی برای بیننده به وجود می‌آورد. آب در حال حرکت نیز منعکس‌کننده امواج نور در فضاست؛ مانند نوری که از یک جویبار روان روی برگ درختان منعکس می‌شود.
گروه فنی و مهندسی برکه آبی، طراح و تولید کننده انواع آبنماهای مدرن و کلاسیک
www.berkeabi.com

## آب و تأثیر آن در کاهشدرجه حرارتو افزایش رطوبت
آب در پارک‌ها و باغ‌ها به هر یک از صور مختلف، خود به نحوی در متعادل کردن درجه حرارت هوا، تأمین رطوبت نسبی برای گیاهان و ایجاد طراوت، مؤثر است. مجموعه این عوامل از یکنواختی و خشکی محیط می‌کاهد.

## طراحی آب در سبک‌های مختلف
جذابیت آب از دیگر عناصر موجود در پارک بیشتر است. آب‌نما عنصری است که اگر در پارک‌ها خوب و کامل طراحی شود. ترکیب مناسبی ایجاد می‌نماید و اگر به‌طور صحیح مورد استفاده قرار نگیرد. باعث ضایع شدن شیوه طراحی خواهد شد. برای احتراز از بروز چنین مشکلاتی باید با احتیاط عمل کرد.
آب‌نماها را می‌توان به دو صورت منظم یا غیرمنظم طراحی کرد.

## انواع آب‌نما
انواع مختلف آب‌نماها با توجه به شکل، نحوه طراحی، نحوه اجرا، مواد به کار رفته در فرایند ساخت، ویژگی‌های سمعی و بصری، ویژگی‌های تصفیه کنندگی، اندازه، محل قرارگیری، برودت یا گرمایش و … تقسیم‌بندی می‌شوند.
گروه فنی و مهندسی برکه آبی، طراح و تولید کننده انواع آبنماهای مدرن و کلاسیک
www.berkeabi.com

### منظم (Formal)
منظور از طراحی منظم، دادن شکل کاملاً هندسی به آب‌نماها و آبراهه‌هاست. این نوع آب‌نماها وقتی در یک چشم‌انداز که به شیوه منظم طراحی شده‌است، قرار گیرند، بهترین نمای خود را نشان می‌دهند. اشکال به حالت قرینه و کلاسیک به کار می‌روند. چشمه‌ها و مجسمه‌ها شکل مشخصی دارند و مواد به کار رفته، سنگ و بتن‌های صاف و منظم است. البته از فایبرگلاس هم در اندازه‌های دلخواه و به فرم منظم می‌توان استفاده کرد. آب‌نماهای منظم وقتی که دارای لبه برجسته باشند، جذابیت بیشتری دارند. چرا که نشستن روی لبه برجسته استخر جالب است و از طرفی برای کودکان امنیت دارد. در باغ‌ها و پارک‌های کوچک شهری، بهتر است که آب‌نما به شیوه منظم طراحی شود.
گروه فنی و مهندسی برکه آبی، طراح و تولید کننده انواع آبنماهای مدرن و کلاسیک
www.berkeabi.com

### غیرمنظم (Informal)
آب‌نماهای غیرمنظم می‌تواند از اجسام قالب‌ریزی شده و ظروف با اشکال غیرهندسی و خیالی یا سنتی ساخته یا به فرم آزاد با پیروی از آبگیرهای طبیعی طراحی شود. در این صورت آب‌نماها دارای گوشه‌های راست و دیوارهای عمودی و حاشیه‌های منظم و دست‌ساز نیستند. یا دست کم در ظاهر این‌طور به نظر می‌آیند. برای ساخت آنها، بیشتر از سنگ و خاک و گیاهان بومی استفاده می‌شود. برای ایجاد آب‌نماهای طبیعی باید فضای کافی وجود داشته باشد. پس از مشخص شدن سبک طراحی پارک، مساحت و فرم استفاده از آب (جاری - ساکن) تعیین می‌شود. وسعت کل آب بستگی به مساحت پارک و شرایط اقلیمی منطقه دارد.
گروه فنی و مهندسی برکه آبی، طراح و تولید کننده انواع آبنماهای مدرن و کلاسیک
www.berkeabi.com
در مناطقی که آب و هوای خشک دارند، باید پرش آب (فواره، آبشار) بیشتر باشد. در صورتی که برای آب و هوای مرطوب، ریزش و پرش آب حتی‌الامکان باید کمتر شود. در مناطقی مثل تهران بهتر است حدود ۲۵درصد از مساحت کل پارک به آب و آب‌نماها اختصاص داده شود.
برحسب شرایط، توپوگرافی زمین و هدف‌هایی که از ایجاد آب‌نما وجود دارد، اشکال مختلفی از آن ساخته می‌شود. شکل و تعیین محل آب‌نما خود بستگی به موقعیت زمین و هماهنگی با دیگر عوامل باغ، هم‌چنین سلیقه و ابتکار طراح دارد.

### استخر

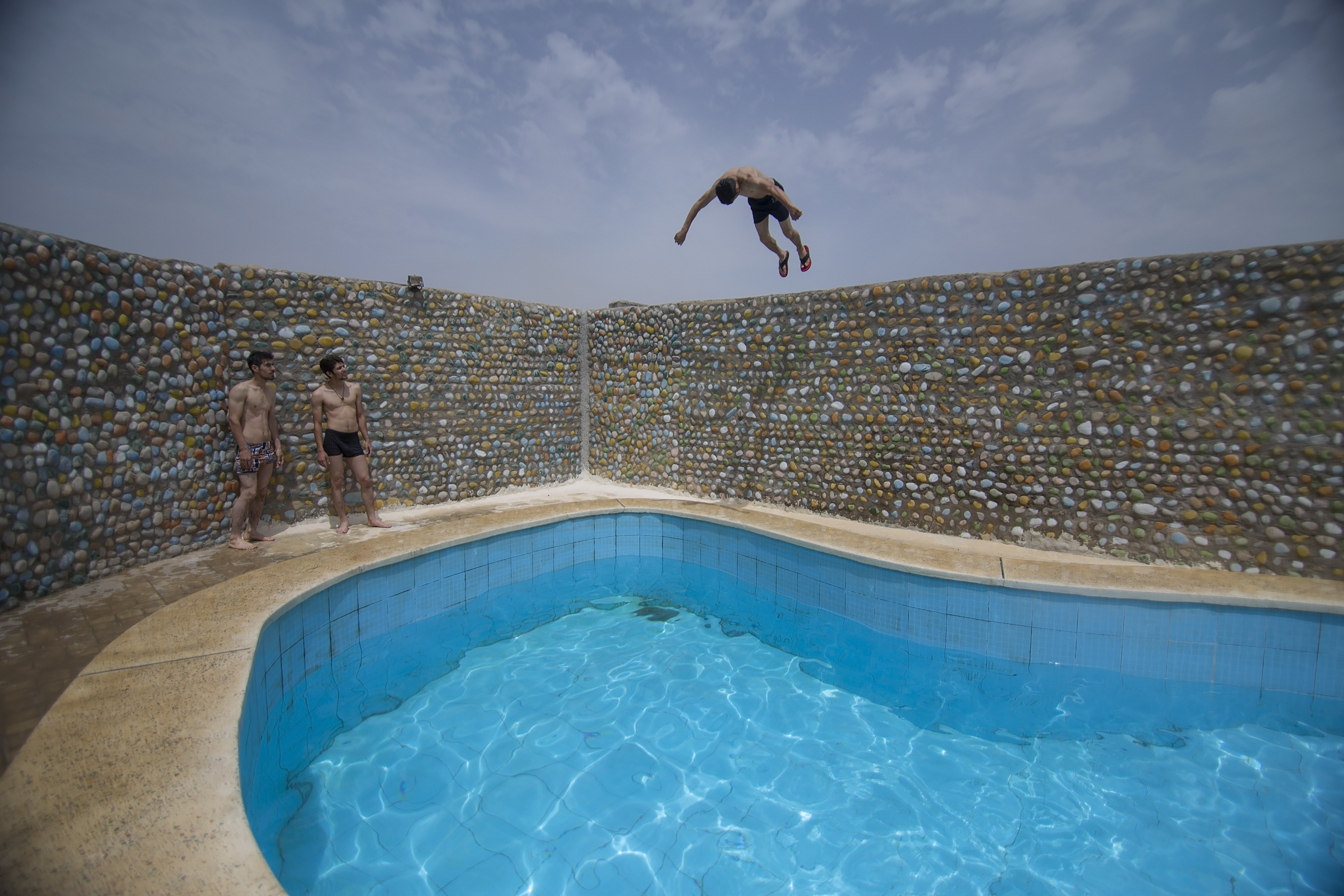
شیرجه در استخر یک باغ خصوصی در دزفول

استخر شنا در باغ‌های خصوصی احداث می‌شود و در پارک‌های عمومی، استخرها نقش آب‌نما را دارند و در بعضی موارد، برای بازی از آن‌ها استفاده می‌شود. مانند استفاده از قایق‌های موتوری و پایی. این‌گونه استخرها در اوایل قرن بیستم به شکل مستطیل، بیضی یا به اشکال هندسی منظم ساخته می‌شدند.
در قرن حاضر، در طرح این‌گونه استخرها تجدیدنظرهایی شده و اشکال هندسی نامنظم با خصوصیات بهداشتی بیشتر، تزیینات نوری و تولید امواج در آب، تفنن خاصی را به همراه آورده‌است. به‌طورکلی عمق استخرها برحسب موارد استفاده و سن استفاده‌کنندگان، متغیر است. برای احداث استخر ابتدا مکان مناسبی در نظر گرفته می‌شود. این مکان باید از هر نظر برای بازدیدکنندگان جاذبه داشته باشد. علاوه بر آن روباز و آفتاب‌گیر و حتی‌المقدور کم‌شیب باشد.
گروه فنی و مهندسی برکه آبی، طراح و تولید کننده انواع آبنماهای مدرن و کلاسیک
www.berkeabi.com

### حوضچهٔ آب‌نما

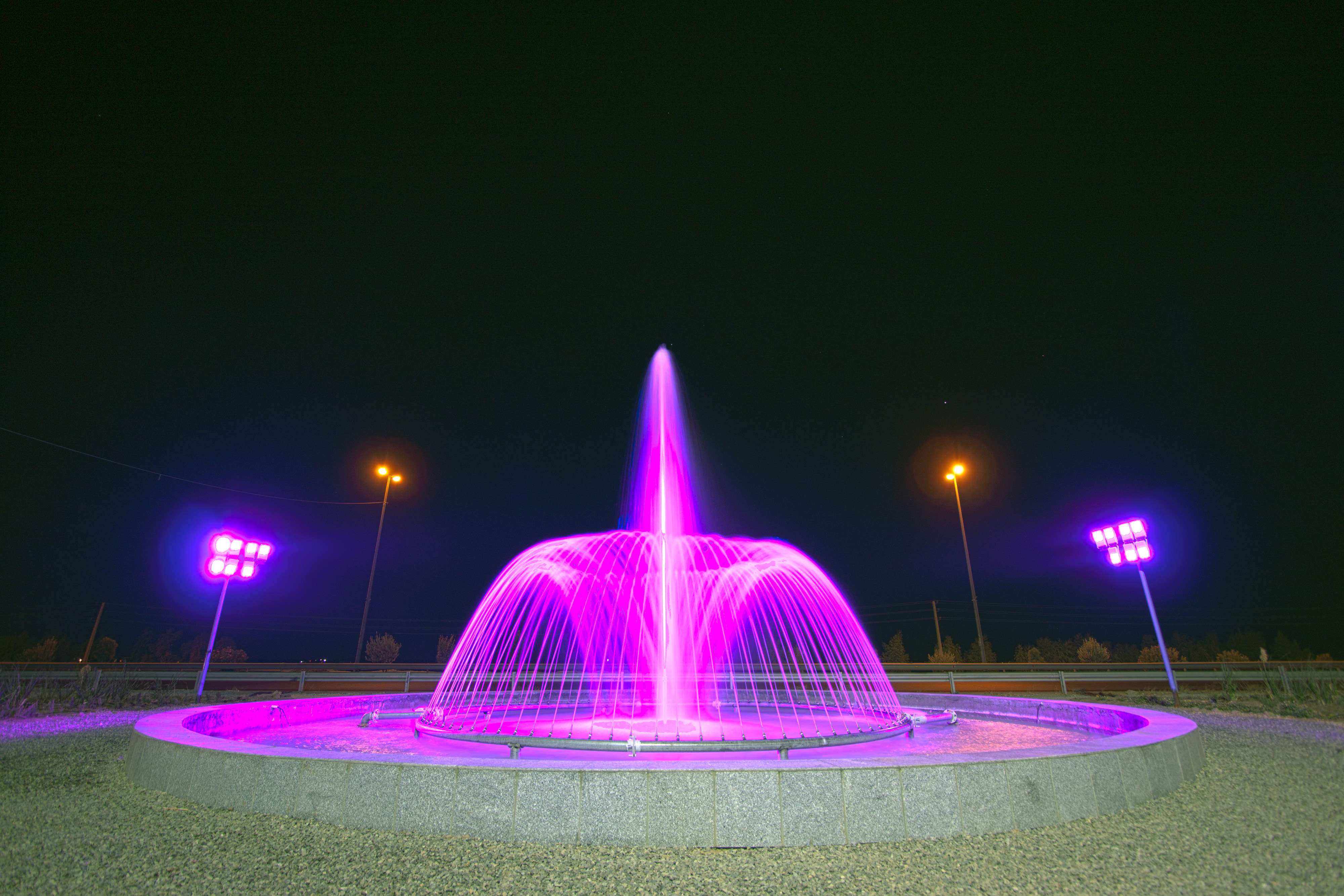
یک آب‌نما نورپردازی شده در قم

حوضچه‌ها یا حوض‌های کم‌عمق آبنما که اغلب در آن‌ها فواره‌های متعدد و چراغ‌های رنگین تعبیه می‌شود اختصاراً به «آب‌نما» معروف هستند. عمق آن‌ها تا ۶۰ سانتی‌متر است و برحسب شکل و فرم طراحی شده، با مصالح ساختمانی مختلف ساخته می‌شوند. گاهی در کناره آن‌ها از لکه‌های گل‌کاری یا جعبه‌های گل استفاده می‌کنند. می‌توان در داخل یا کنار آلاچیق‌ها آبنماهای کوچکی احداث کرد. از سالیان دهه بیست تا واپسین سالهای دهه پنجاه خورشیدی بسیاری از میدان‌های شهرهای بزرگ کشور دارای حوض و استخر مدور همراه با فواره‌های فراوان و آبنماهای طراوت افکن شدند. در بستر میدان‌های اصلی پایتخت (تهران) از دیرباز آبنماهای دل‌انگیزی ساخته شده بود. از جمله زیباترین آبنماهای طراحی شده مربوط به میدان ولیعصر تهران بود که فواره‌های بسیار بلند آن از صدها متر آن سو تر نمایان بود؛ یا آبنماهای زیبای واقع در میدان ونک، فلکه صادقیه، میدان آزادی، تجریش، هفت حوض، فلکه بازار دوم نازی‌آباد و… همچنین در کنار میدان ولیعصر تهران و در بین بلوار کشاورز چشمه ساری جاری بوده که آب آن از رودخانه کرج واقع در مرکز تهران سرچشمه می‌گرفته. هم‌اکنون در بین کلانشهرهای توسعه یافته شهر تبریز یکی از فقیرترین شهرهای کشور به لحاظ بودش آبنما در پارکها و میدان‌ها می‌باشد به گونه‌ای که از سال ۱۳۸۸ بنابه دلایلی پیچیده و به دستور شهردار وقت در وهله نخست آبنمای فرهنگی‌ترین مکان شهر تبریز (فلکه دانشگاه) زدوده شده و پس از آن تعداد قابل توجهی از میدان‌ها همراه با آبنماهای قدیمی که داشتند نابود شده و هم‌زمان با کوبیده شدن میدان‌های آبنمادار شهر تبریز، استخر میانی و آبنمای دیرپای‌ترین پارک عمومی شهر (باغ گلستان) و دیگر پارکهای تبریز نیز از میان برداشته شد لذا این اقدامات صورت گرفته توسط سازمان شهرداری، هم‌اکنون کلانشهر تبریز را در ردیف فقیرترین شهرهای پیشرفته کشور به لحاظ بودش آبنما قرار داده.
گروه فنی و مهندسی برکه آبی، طراح و تولید کننده انواع آبنماهای مدرن و کلاسیک
www.berkeabi.com

### چشمه
با استفاده از خصوصیات طبیعی، چشمه‌هایی را در پارک‌ها و باغ‌هایی که به شیوه طبیعی و کلاسیک احداث شده‌اند، طراحی می‌کنند. ایجاد چشمه‌های کوچک به‌طور مصنوعی به نحوی به لطافت و زیبایی فضای پارک می‌افزاید.
چشمه مصنوعی نوعی از آبنما است که سبک طراحی آن، وجود چشمه‌ای پویا در محیط را به بینندگان القا می‌کند.
در صورت امکان، مسیر و حرکت آب را به صورت کانال‌های زیرزمینی درمی‌آورند تا از یک نقطه به صورت مظهر ظاهر شود. حوضچه کوچکی نیز در کنار مظهر ایجاد می‌کنند تا حالت طبیعی به چشمه بدهند. چشمه‌ها را باید با توجه به انواع طبیعی آن، با جریان تند یا ملایم، با در نظر گرفتن وضع توپوگرافی زمین با سرعت کم یا زیاد آب طراحی کرد.
گروه فنی و مهندسی برکه آبی، طراح و تولید کننده انواع آبنماهای مدرن و کلاسیک
www.berkeabi.com

### برکه‌ها یا باغچه‌های آبی, برکه آبی

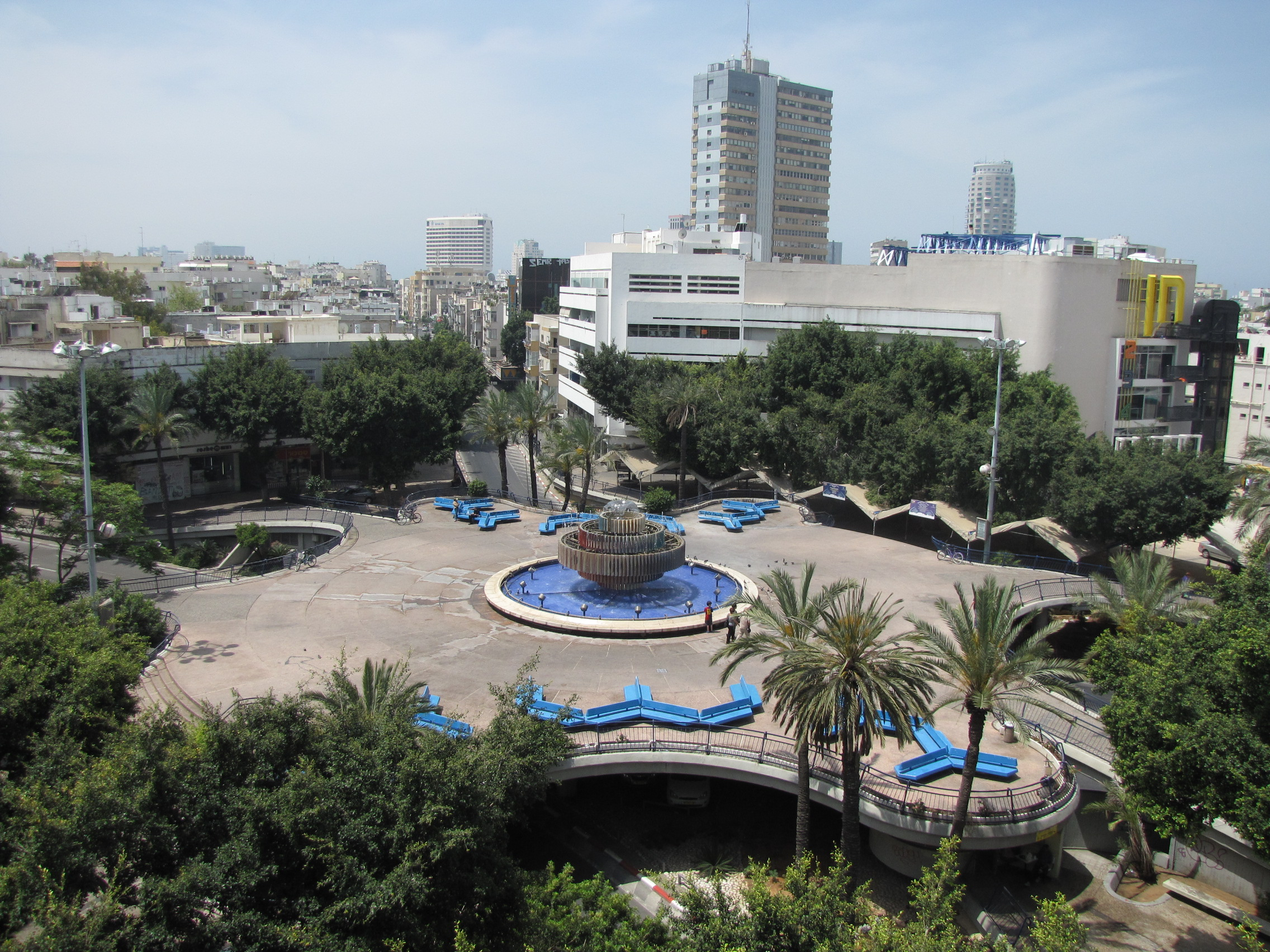
نمایی از آب‌نمای میدان دیزنگوف در تل‌آویو.

احداث برکه بر تلطیف هوای پارک و زیبایی آن بسیار مؤثر است. برکه به اشکال منظم و غیرمنظم با اعماق مختلف در نزدیکی منطقه جنگل‌کاری، در وسط پارک یا در کنار سطوح گل‌کاری وسیع ساخته می‌شود. برای این منظور در قطعه موردنظر خاک‌برداری‌هایی با اعماق مختلف و اشکال نزدیک به حالت طبیعی انجام می‌دهند. برای تأمین آب برکه از کانال‌هایی آب را به آن وارد می‌کنند که این کانال‌ها می‌توانند جنبه تزیینی داشته باشند و به صورت آبشار و جویبار طراحی شوند. در برکه‌ها ضمن اینکه آب راکد است متحرک هم هست تا گیاهان از موهبت طبیعی ساخته شده به دست بشر برخوردار شوند. گیاهانی که در داخل یا نزدیک برکه کاشته می‌شوند باید با خطوط و گل‌های تزیینی منطقه هماهنگی داشته باشند.
گیاهان آبزی، با اشکال متنوع و رنگ سبز برگ‌های خود، مناظر زنده‌ای به باغچه‌های آبی داده و به آن حالت طبیعی می‌دهند. مهم‌ترین خاصیتی که گیاهان آبزی در باغچه‌های آبی دارند، تولید اکسیژن و افزایش رطوبت هواست که در خنک کردن هوای منطقه نقش مهمی دارد. گیاهانی نظیر آلاله آبی و نیلوفر آبی با برگ‌های خود سطح آب را می‌پوشانند و ایجاد سایه می‌کنند که به خودی خود باعث می‌شود آب در فصل تابستان زود گرم نشود.

### آبشار و جویبار
آبشارها و جویبارهای طبیعی همیشه برای مردم جذابیت خاصی داشته‌اند. امروز طراحان توانسته‌اند با الهام از زیبایی‌های طبیعی و از جمله آبشارها و جویبارها، در پارک‌ها و باغ‌ها گوشه‌هایی از طبیعت را تا حد امکان بیافرینند. ارزش وجودی آن‌ها به جنبه‌های زیبایی‌شناسی آن‌ها محدود نمی‌شود، بلکه در تلطیف هوا و مطبوع ساختن فضا موثرند. جویبار را می‌توان طوری طراحی کرد که دو عمل آبیاری و حرکت آب هم‌زمان انجام شود.
گروه فنی و مهندسی برکه آبی، طراح و تولید کننده انواع آبنماهای مدرن و کلاسیک
www.berkeabi.com

### فواره‌ها

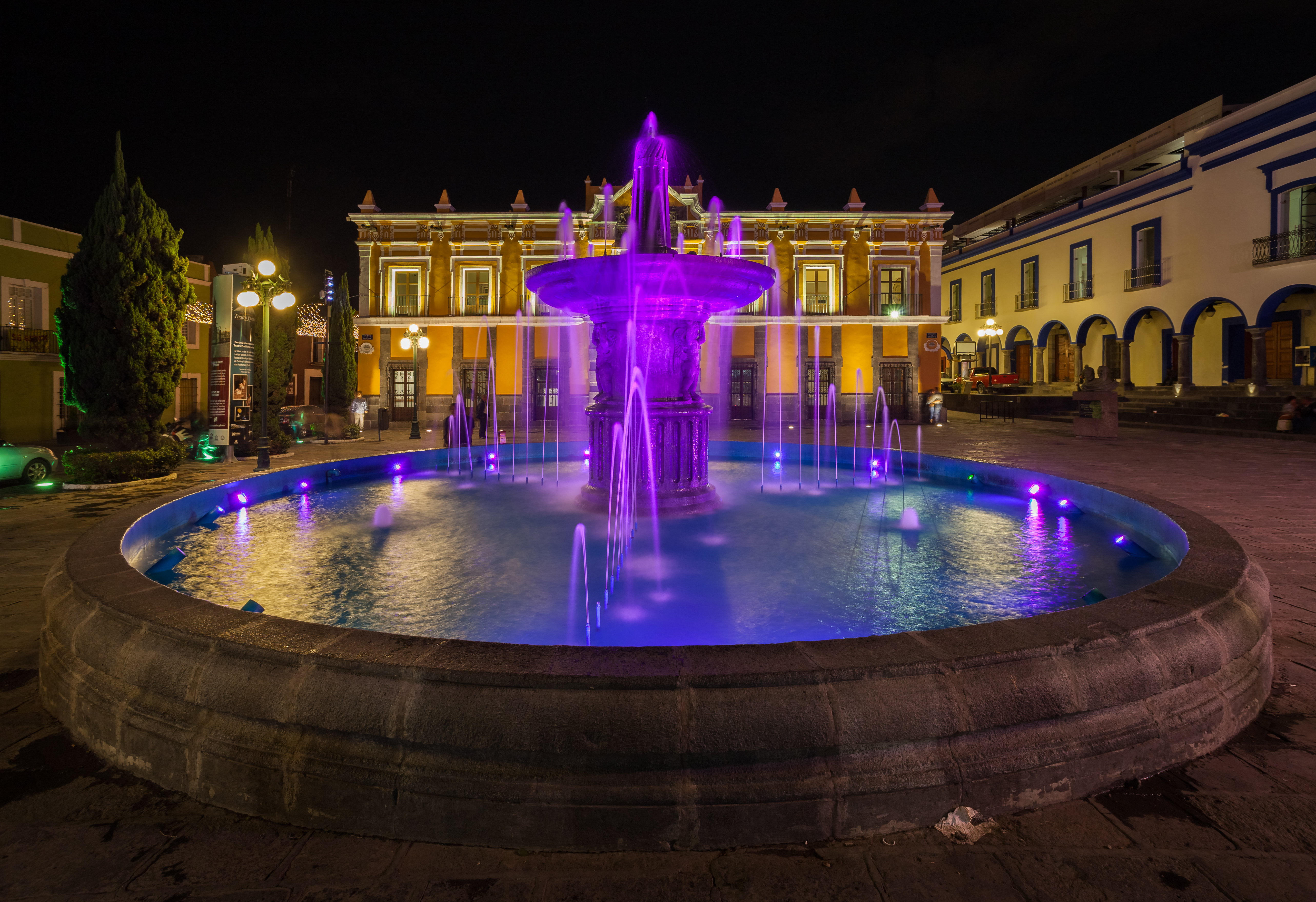
فواره‌ای در مکزیک

فواره تنها نمایشی از زیبایی آب نیست، بلکه در روزهای خشک و گرم تابستان، رطوبت هوا را افزایش می‌دهد و فضای دلپذیری فراهم می‌سازد. خلاف تصور همگان، فواره‌ها الزاماً مصرف‌کننده آب نیستند. می‌توان به وسیله یک پمپ شناور، آب استخر یا حوضچه را به گردش درآورد. فواره‌ها به سه گروه اصلی تقسیم می‌شوند:
1. فواره‌های پرتابی Spray
2. فواره‌های ریزشی Spill
3. فواره‌های جهنده Splash

در مناطقی که در معرض وزش باد قرار دارند، استفاده از فواره‌های کوتاه و نیرومند مناسب‌تر است. ارتفاع فواره‌ها نباید بیش از فاصله منبع فواره تا لبه استخر باشد. بر پایه یک قانون تجربی، قطر استخر یا حوضچه آب، باید دست کم دو برابر ارتفاع آب فواره باشد. اگر سر فواره‌ها پایین‌تر از سطح آب تعبیه شود، زیبایی بیشتری دارد. مگر اینکه از اشکال و مجسمه‌های خاصی برای ایجاد فواره استفاده شود.
برای نمایش فواره‌ها در شب از چراغ‌هایی در زیر محل ریزش آب استفاده می‌کنند که بایستی با اصول نورپردازی در آب مطابقت داشته باشد. تابش نور از پایین به بالا و تنظیم میزان آن، باعث انعکاس حرکات آب در محوطه اطراف و روی شاخ و برگ گیاهان می‌شود و زیبایی خاصی به محیط می‌بخشد. در صورت وجود گیاهان آبزی یا ماهی در استخر، باید در نصب فواره‌ها دقت شود. برای نیلوفرهای آبی تلاطم سنگین آب مضر خواهد بود. اما اکسیژن فراوان حاصل از آب فواره‌های بلند برای ماهی‌ها مفید و مطلوب است.
گروه فنی و مهندسی برکه آبی، طراح و تولید کننده انواع آبنماهای مدرن و کلاسیک
www.berkeabi.com

### دسته‌بندی آب‌نما
آب‌نمای ایستا (static fountain): از ساده‌ترین نوع آب‌نما می‌باشد که فقط یک حرکت را ایجاد می‌کند و به وسیله پمپ راه‌اندازی می‌شود. پایهٔ آب‌نمای ایستا فواره‌ها هستند که می‌توان بر اساس محیط پیرامونی طراحی و اجرا شود.
گروه فنی و مهندسی برکه آبی، طراح و تولید کننده انواع آبنماهای مدرن و کلاسیک
www.berkeabi.com
آب‌نمای متحرک (Animated fountain): آب‌نمای متحرک بر پایه حرکت آب است که با توجه به تکنولوژی‌های اخیر می‌توان به صورت الکتریکی و مکانیکی ساخته شود. حرکت برگشت آب در این نوع آب‌نما قابل کنترل نیست.

### آب‌نمای موزیکال
این نوع آب‌نما، نوعی از آبنمای غیر مستقر با اهداف سرگرمی است که طرحی زیبا (مثلا تصویری سه بعدی) را ایجاد می‌کند. جلوه‌ای که این نوع آب‌نما ارائه می‌کند با استفاده از امواج صوتی زمان‌بندی شده و نور زمان‌بندی شده همراه با حرکت ذرات آب حاصل می‌شود. تأسیسات می‌توانند در مقیاس بزرگ باشند. در برخی از آن‌ها از صدها چراغ و جت آب استفاده می‌شود و میلیونها دلار هزینه دارند. همچنین اشکال خانگی کوچک نیز وجود دارد. ویژگی‌های موسیقایی آب‌نما، پیچیده و مستلزم برخی از اجزای مکانیکی، هیدرولیکی، الکتریکی و الکترونیکی هستند.
گروه فنی و مهندسی برکه آبی، طراح و تولید کننده انواع آبنماهای مدرن و کلاسیک
www.berkeabi.com